# Seminario de San Carlos Borromeo (Filadelfia)
El Seminario de San Carlos Borromeo (en inglés: St. Charles Borromeo Seminary) es el seminario de la Arquidiócesis católica de Filadelfia en el este de los Estados Unidos. Llamado así en honor de San Carlos Borromeo,se encuentra a las afueras de la ciudad, en la avenida City y Lancaster Pike, en Lower Merion Township, estado de Pensilvania. El seminario está acreditado tanto por la Comisión de Educación Superior de la Middle States Association de Facultades y Escuelas, y la Asociación de Escuelas Teológicas de los Estados Unidos y Canadá. Se compone de cuatro divisiones: la universidad, Teología, Facultad de Teología y Diaconado Permanente. Los posibles candidatos para el sacerdocio persiguen un programa que consiste en un plan de estudios de artes liberales de cuatro años seguido de un plan de estudios de cuatro años dentro de la escuela profesional de la teología. El seminario ofrece los grados de Licenciatura, Maestría en Divinidad, y Maestría en Artes.